# Alūksne
Alūksne (deutsch: Marienburg) ist eine Stadt im Nordosten Lettlands auf der Alūksner Hochebene (früher: Marienburger Hochebene). Die mittlere Höhenlage des Ortes beträgt etwa 200 m über NN. Stadtrecht erhielt Alūksne im Jahre 1920. Alūksne ist das Zentrum des gleichnamigen Bezirks.
„Alust“ oder „Volust“ wird bereits im Jahre 1284 erwähnt, wie aus den 1. und 2. Pskowsker Chroniken hervorgeht. Der spätere Ortsnamen wird auf das lettgallische
„olūksna“ (Quelle im Wald) zurückgeführt.

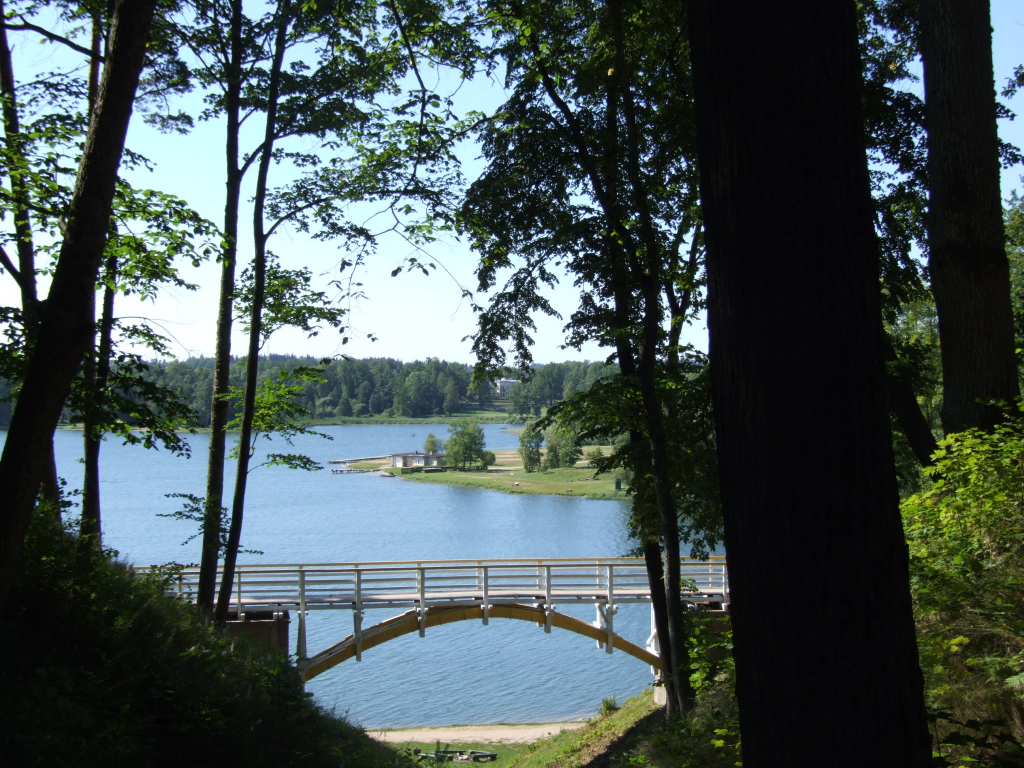
Sonnenbrücke am Alūksner See

## Gewässer
Alūksne liegt am 15,7 km² großen Alūksne-See (Alūksnes ezers), dem elftgrößten in Lettland. Der See befindet sich auf einer Höhe von 183,7 Metern über NN. In den See ragt eine etwa 800 Meter lange Halbinsel mit dem Friedhof von Alūksne. Außerdem gibt es vier Inseln: Cepurīte („Kleiner Hut“), Garā („lange Insel“), Tīklu („Netzinsel“) und Marijas sala („Marieninsel“), die auch Pilssala („Burginsel“) genannt wird. Die Burginsel ist mit ca. 10 ha die größte der vier Inseln, sie ist über eine Holzbrücke von der Stadt aus erreichbar. Der See ist für seinen Fischreichtum bekannt.

## Marienburg
Im Jahre 1342 wurde hier vom livländischen Ordensmeister Burchard von Dreileben die steinerne Marienburg auf der Marieninsel errichtet. Die deutschen Ordensritter gaben dieser Burg den Namen „Marienburg“. Der erste Komtur war Arnold von Vietinghoff, der die Ansiedlung von Einheimischen um den See herum veranlasste.
Der Ort entwickelte sich im Laufe der Zeit, da der Platz eine ausgezeichnete Lage entlang verschiedener Verbindungswege in Richtung Estland und Russland hat. Im Laufe der Geschichte wurde die Burg und der Ort abwechselnd von Deutschen, Russen, Polen und Schweden erobert.
Im Jahre 1658 wurde Marienburg von den russischen Truppen besetzt. Zu Ostern des Jahres 1661 unterbrach der Gesandte Kaiser Leopold des I., Baron Augustin von Meierberg, mit seinem Tross hier seine Fahrt nach Moskau. Von diesem Aufenthalt blieb ein Gemälde mit der Darstellung der Burg erhalten.
Während des Großen Nordischen Kriegs war die Burg 1702 von Schweden besetzt und wurde gesprengt, da die Schweden unter Kapitän Wolff die Festung nicht den Russen überlassen wollten.
Die Einwohner der Burg und die Schutzsuchenden wurden von den Russen als Gefangene mitgenommen. Unter ihnen befand sich auch Johann Ernst Glück, der Bibelübersetzer und seine Magd, Marta Skavronska, die spätere Russische Zarin Katharina I.
Heutzutage bietet die Burgruine eine Freiluftbühne mit 3000 Sitzen.

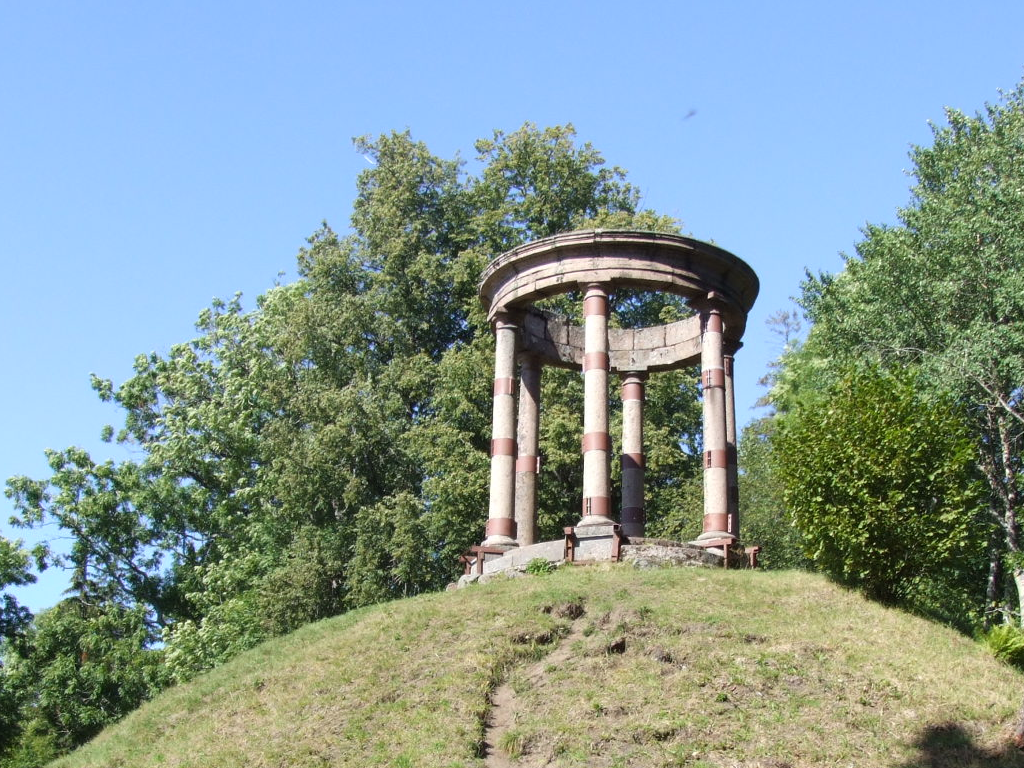
Tempelberg in Alūksne

## Tempelberg
Im Jahre 1807 wurde im Südwesten der Friedhofshalbinsel am Alūksner See ein Ruhmestempel zu Ehren des schwedischen Kapitäns Wolff und des russischen Generalfeldmarschalls Scheremetjew errichtet. Die beiden waren sich hier im Großen Nordischen Krieg etwa hundert Jahre zuvor gegenübergestanden.
Einer Legende zufolge sollen die Krieger damals an dieser Stelle Erde in ihren Mützen herangetragen und aufgeschüttet haben, um so ein besseres Schussfeld und bessere Sicht über den See und zur Burg hin zu haben.
Anlässlich dieser Legende und zur Belebung des Tourismus wurden in den 1930er Jahren diverse Objekte errichtet, wie zum Beispiel die Sonnenbrücke am Fuße des Tempelbergs, die 1938 erbaut und 1995 restauriert wurde.

## Neues Schloss

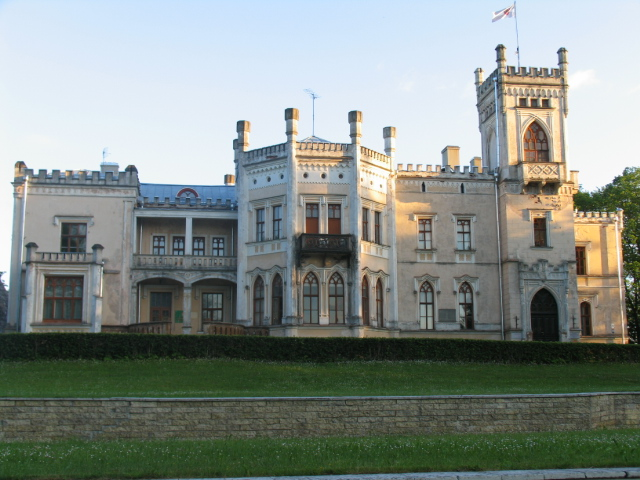
Das „Neue Schloss“

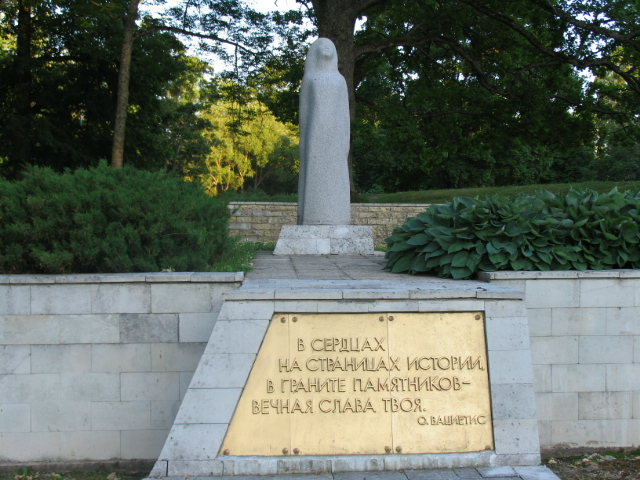
Gedenkstätte vor dem Neuen Schloss

Das „Neue Schloss“ von Marienburg wurde von 1859 bis 1863 im neugotischen Stil auf Veranlassung von Alexander von Vietinghoff errichtet. Die Schlossfront mit ihrer polygonalen Halle ist nach Norden zu den Terrassen in Richtung des Alūksner Sees ausgerichtet.
Im Jahre 1924 wurde das Schloss durch das 7. Siguldaer Infanterieregiment requiriert. Mittlerweile werden die Räume durch das Museum für Kulturerbe, das Kunstmuseum, das Naturmuseum, ein Kino, ein Kinder- und Jugendzentrum und die Keramikfakultät der Alūksner Kunstschule genutzt.
Auf den Terrassen vor dem Schloss wurde nach dem Zweiten Weltkrieg ein Denkmal für die Gefallenen sowjetischen Soldaten errichtet, welches nach der Wiedererlangung der Unabhängigkeit Lettlands um das Gedenken für die Gefallenen beider Weltkriege erweitert wurde.

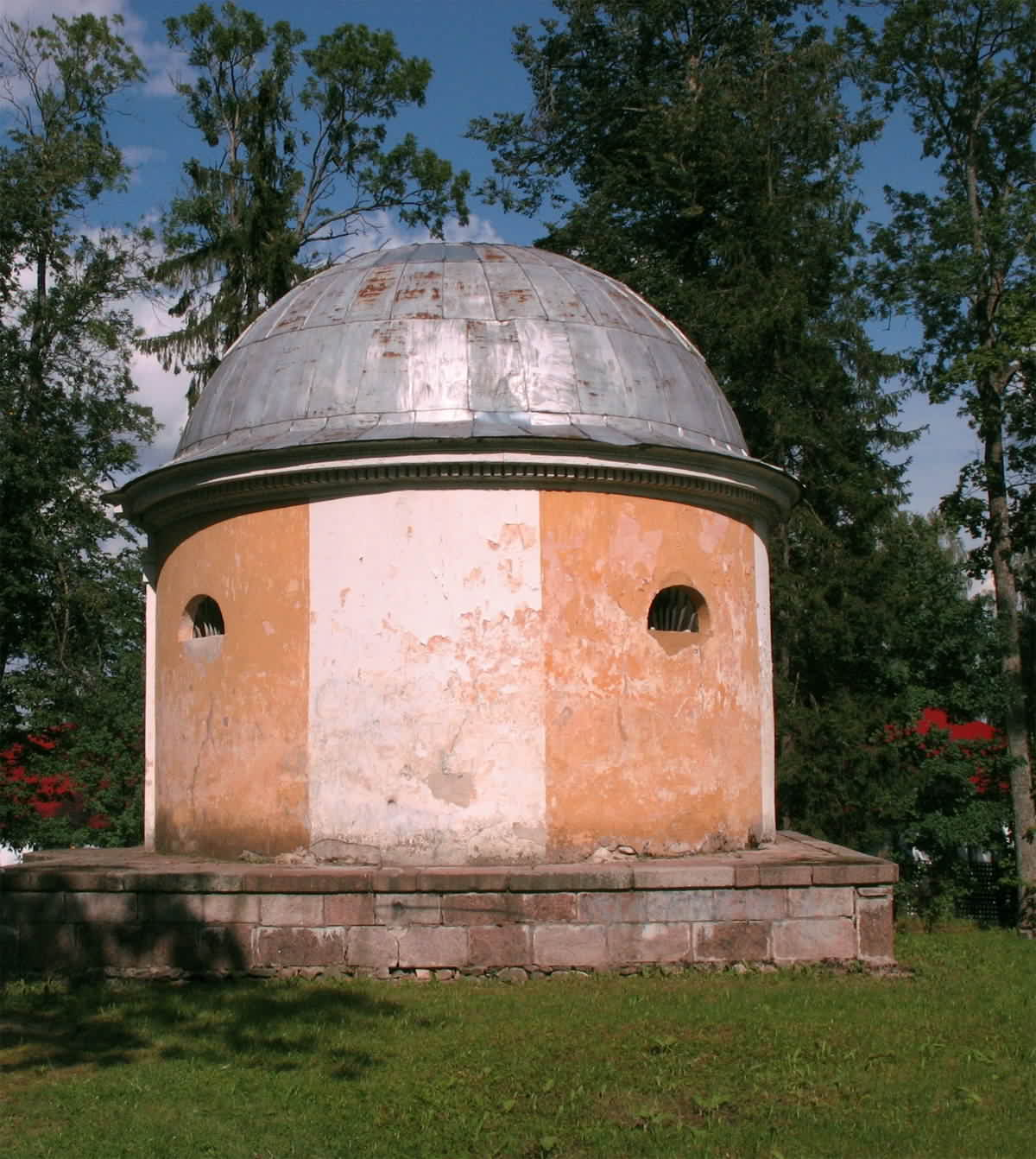
Mausoleum im Park

## Schlosspark
Um das Neue Schloss herum befindet sich der Schlosspark, der noch auf die Initiative von Burchard von Vietinghoff, dem Sohn Otto Hermann von Vietinghoffs, zurückgeht. Der Park wurde in der zweiten Hälfte des 18. Jahrhunderts als romantischer Park angelegt. Er galt zu seiner Zeit als schönster Park in Livland (lettisch: Vidzeme). Er ist noch heute einer der interessantesten dendrologischen Parks im Baltikum. Der Park ist eine Landschaft mit See, kleinem Teich, Brücken, Hügeln, Wald und Stellen für Durchblicke und Aussicht sowie mit dem Pavillon der Winde, dem Mausoleum, dem Obelisken zu Ehren von Otto Hermann von Vietinghoff und dem hölzernen Alexander-Pavillon.

## Glücks Eichen

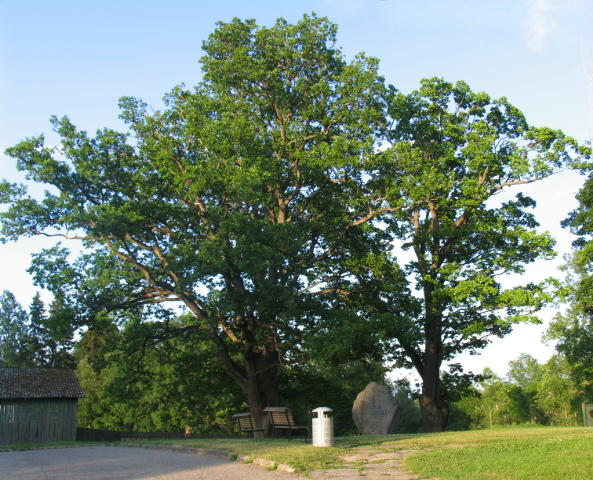
Glücks Eichen anlässlich seiner Bibelübersetzung ins Lettische

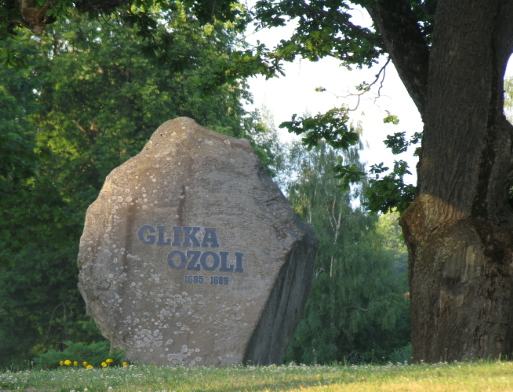
Gedenkstein mit Inschrift „Glücks Eichen, 1685 1689“

Nachdem sich im Jahre 1683 der deutsche Pfarrer Ernst Glück in Marienburg niedergelassen hatte, gründete er hier die erste Schule für lettische Bauernkinder. Er erlernte die lettische Sprache und übersetzte die Bibel aus den Originalsprachen ins Lettische. Nach Abschluss der Übersetzung des Neuen Testaments im Jahre 1685 und der Übersetzung des Alten Testaments im Jahre 1689 pflanzte er jeweils eine Eiche. Der Platz mit den beiden Eichen dient alljährlich als Veranstaltungsort für Gedenkfeiern zu Ehren von Ernst Glück.
In unmittelbarer Nähe dieser Eichen lebte Glück mit seiner Familie und der Magd Martha Skawronska. Im Jahre 1702, während des Großen Nordischen Kriegs, geriet Glück in russische Gefangenschaft und wurde mitsamt seiner Familie sowie der Magd nach Moskau gebracht. Martha wurde zuerst die Geliebte von Fürst Alexander Menschikow, einem guten Freund von Peter dem Großen und später dessen eigene Geliebte. Ab 1724 war sie seine Mitregentin und ging nach dem Tode Peters 1725 als Zarin Katharina I. in die Geschichte ein. Ernst Glück wurde in Moskau Rektor des ersten Moskauer Gymnasiums und übersetzte die Bibel für seine Schüler ins Russische.

## Bibelmuseum

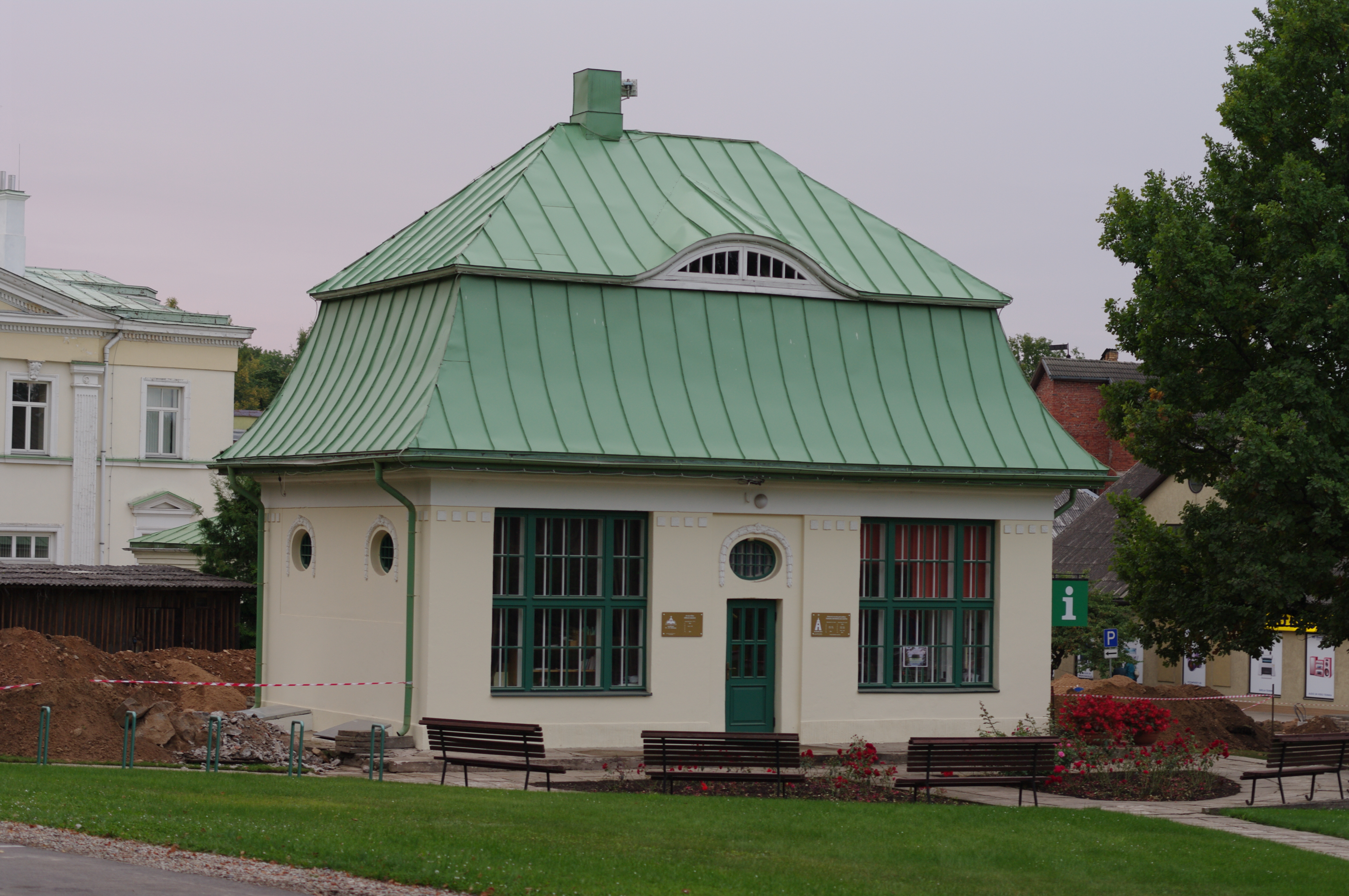
Bibelmuseum in Alūksne

Zur Erinnerung an die Bibelübersetzungen von Ernst Glück wurde in Alūksne ein Bibelmuseum eingerichtet. Der im Jahre 1908 errichtete Bau trägt die Züge der Gebäude beim Schloss Pillnitz. Ursprünglich als Verkaufseinrichtung erbaut, wurde das Gebäude später als Kneipe genutzt. Danach gehörte es einige Zeit als Nebengelass zum Schloss und später zur Kirche. Im Jahre 1940 wurde das Haus – ebenso wie die Kirche – von einem Stadtbrand verschont. Seit dem 18. November 1990 ist hier nun das Bibelmuseum eingerichtet. Es enthält Fund- und Erinnerungsstücke aus dem Bestand von Ernst Glück sowie ein Faksimile der in altlettischer Schreibweise verfassten Bibelübersetzung von 1694.

## Evangelisch-lutherische Kirche

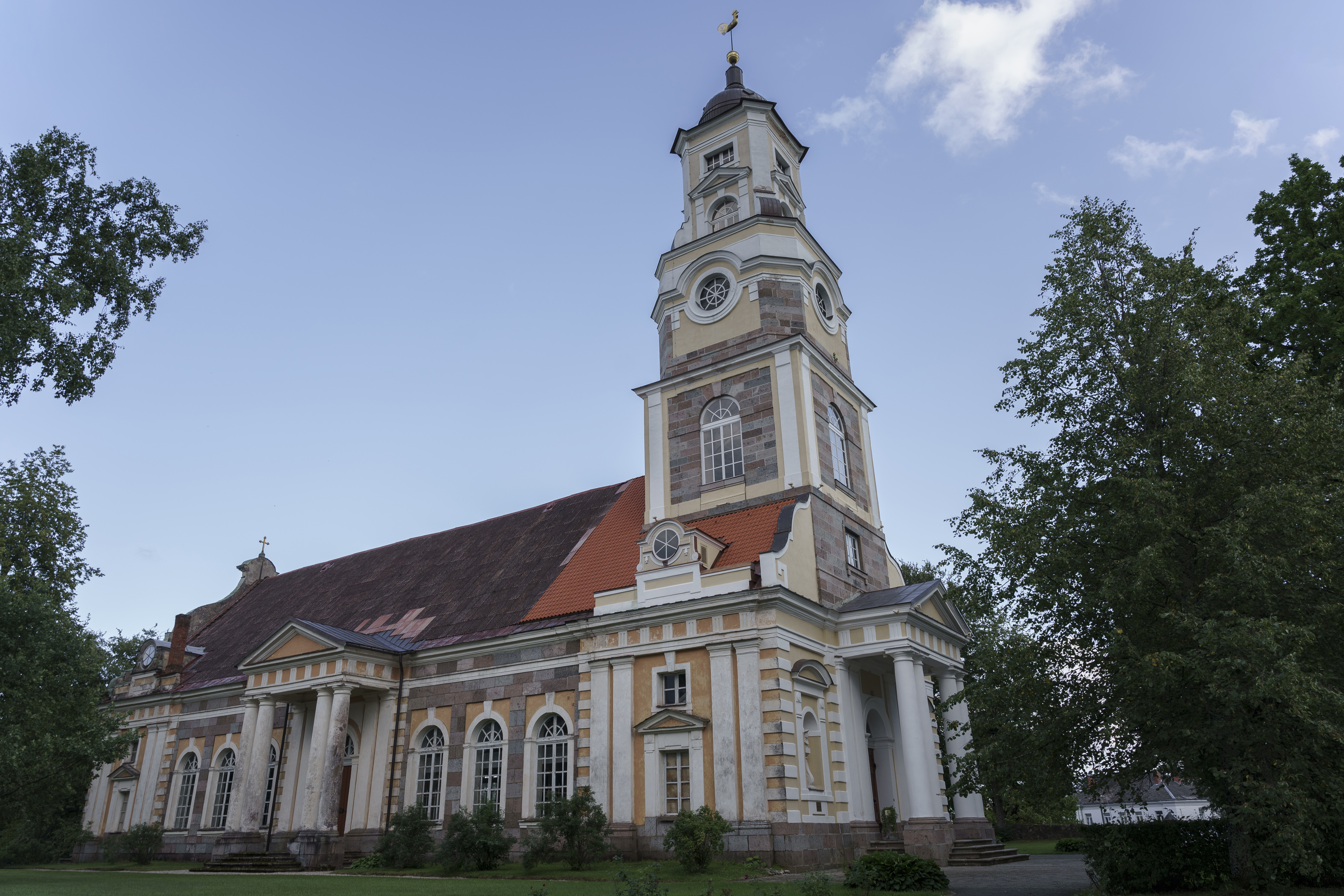
Evangelisch-lutherische Kirche zu Alūksne

In den Jahren von 1781 bis 1788 wurde von Otto Hermann von Vietinghoff in Marienburg eine lutherische Kirche nach Plänen des Architekten Christoph Haberland im klassizistischen Baustil mit einem 55,5 m hohen Turm errichtet. In der Kirche befindet sich eine Gemäldeausstellung und eine Kopie der Originalübersetzung der Bibel von Ernst Glück.

## Orthodoxe Kirche

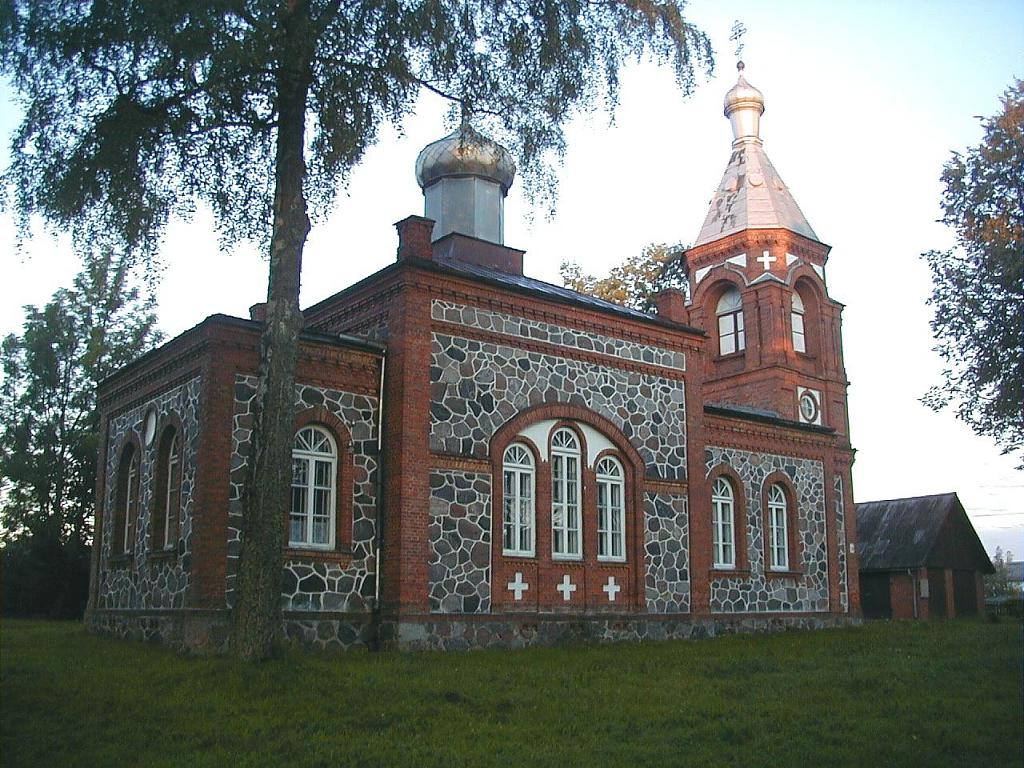
Orthodoxe Kirche in Alūksne

Die orthodoxe Kirche der Heiligen Dreifaltigkeit in Alūksne wurde 1895 erbaut. Das aus Felsbrocken und Ziegeln erbaute Gebäude spiegelt neoromanische und byzantinische Einflüsse wider. Um 1930 hatte die Gemeinde 1180 Mitglieder. Der Gottesdienst fand in lettischer, estnischer und russischer Sprache statt. Seit 1998 ist das Gebäude ein architektonisches Denkmal von lokaler Bedeutung.

## Schmalspurbahn
Die Bahnstrecke Gulbene–Alūksne ist eine schmalspurige (750 mm) Museumsbahn, die auch der regulären Personenbeförderung dient. Der reguläre Betrieb wurde am 1. Februar 2010 eingeschränkt. Mit einer Gesamtlänge von 33 km verbindet der verbliebene Restabschnitt der 1903 erbauten Schmalspurbahn die Stadt Alūksne mit Gulbene.

## Partnerstädte
Alūksne unterhält mit folgenden Städten eine Städtepartnerschaft oder anderweitige Beziehungen:
- Sundbyberg (Schweden), seit 1992
- Binnenmaas (Niederlande), seit 1997
- Võru (Estland), seit 2003
- Kuopio (Finnland), seit 2004
- Vastseliina (Estland)
- Pskow (Russland)
- Joniškis (Litauen)
- Marsannay-la-Côte (Frankreich)

## Söhne und Töchter der Stadt
- Edgars Bertuks (* 1985), Orientierungsläufer
- Kristaps Lībietis (* 1982), Biathlet
- Andrejs Rastorgujevs (* 1988), Biathlet
- Gints Rozenbergs (* 1983), Biathlet
- Aleksandris Sverčkovs (* 1990), Biathlet
- Andris Vosekalns (* 1992), Straßenradrennfahrer
- Sandra Buliņa (* 2001), Biathletin
- Sanita Buliņa (* 2001), Biathletin